# Trichopetalum plumosum
Trichopetalum plumosum là một loài thực vật có hoa trong họ Măng tây. Loài này được (Ruiz & Pav.) J.F.Macbr. miêu tả khoa học đầu tiên năm 1918.